# Campionati europei di atletica leggera indoor 2017 - Staffetta 4×400 metri maschile

## Podio
| Pos.    | Atleta                                                             | Nazionalità |
| ------- | ------------------------------------------------------------------ | ----------- |
| Oro     | Kacper Kozłowski Łukasz Krawczuk Przemysław Waściński Rafał Omelko | Polonia     |
| Argento | Robin Vanderbemden Julien Watrin Kévin Borlée Dylan Borlée         | Belgio      |
| Bronzo  | Patrik Šorm Jan Tesař Jan Kubista Pavel Maslák                     | Rep. Ceca   |

## Record
| Record                | Record      | Record  | Record                 | Record       |
| --------------------- | ----------- | ------- | ---------------------- | ------------ |
| Record del Mondo      | Stati Uniti | 3:02.13 | Sopot, Polonia         | 9 marzo 2014 |
| Record europeo        | Belgio      | 3:02.87 | Praga, Repubblica Ceca | 8 marzo 2015 |
| Record dei campionati | Belgio      | 3:02.87 | Praga, Repubblica Ceca | 8 marzo 2015 |

## Programma
| Data         | Ora   | Turno  |
| ------------ | ----- | ------ |
| 5 marzo 2017 | 19:23 | Finale |

## Risultati

### Finale
La finale è iniziata alle 19:23 di domenica 5 marzo
.
| Posizione | Nazione   | Atleta                                                             | Tempo   | Note |
| --------- | --------- | ------------------------------------------------------------------ | ------- | ---- |
| 1         | Polonia   | Kacper Kozłowski Łukasz Krawczuk Przemysław Waściński Rafał Omelko | 3:06.99 |      |
| 2         | Belgio    | Robin Vanderbemden Julien Watrin Kévin Borlée Dylan Borlée         | 3:07.80 |      |
| 3         | Rep. Ceca | Patrik Šorm Jan Tesař Jan Kubista Pavel Maslák                     | 3:08.60 |      |
| 4         | Francia   | Thomas Jordier Nicolas Courbiere Hazir Inoussa Yoann Décimus       | 3:08.99 |      |
| 5         | Ucraina   | Danylo Danylenko Yevhen Hutsol Oleksiy Pozdnyakov Vitaliy Butrym   | 3:09.64 |      |
| 6         | Turchia   | Mustafa Batuhan Altıntaş Mahsum Korkmaz Akin Ozyurek Mehmet Guzel  | 3:15.97 |      |